# Convenção Complementar sobre a Abolição da Escravatura
A Convenção Complementar sobre a Abolição da Escravidão, cujo título completo é a Convenção Complementar sobre a Abolição da Escravatura, do tráfico de Escravos e das Instituições e Práticas análogas à Escravatura, é um tratado das Nações Unidas de 1956 que se baseia na Convenção relativa à Escravatura de 1926, Que ainda é operacional e que propõe garantir a abolição da escravidão e do comércio de escravos, e a Convenção do Trabalho Forçado de 1930, que proíbe o trabalho forçado ou obrigatório, por meio da proibição de servidão por dívida, servidão, o casamento infantil, casamento servil, e a servidão de crianças.

## Resumo dos principais artigos
- Artigo 1 - As partes comprometem-se a abolir e abandonar a escravidão da dívida, a servidão, o casamento servil e a servidão infantil.
- Artigo 2 - As partes comprometem-se a promulgar as idades mínimas de casamento, incentivando o registro de casamentos e incentivando a declaração pública de consentimento para o casamento.
- Artigo 3 - Criminalização do tráfico de escravos.
- Artigo 4 - Os escravos fugitivos que se refugiam em navios de bandeira de partidos devem, assim,ipso facto, alcançar sua liberdade.
- Artigo 5 - A criminalização da marcação (inclusive a mutilação e o branding) de escravos e pessoas servil.
- Artigo 6 - Criminalização da escravidão e dar aos outros a escravidão.
- Artigo 7 - Definições de "escravo", "pessoa de status servil" e "comércio de escravos"
- Artigo 9 -Não podem ser feitas reservas nesta Convenção.
- Artigo 12 - A presente Convenção aplica-se a todos os territórios não-autônomos de confiança, coloniais e outros não metropolitanos às relações internacionais de que qualquer Estado Parte é responsável.